# Karl Friedrich Lessing
Karl Friedrich Lessing (néhol Carl) (Breslau, 1808. február 15. – Karlsruhe, 1880. június 5. ) német festő. Karl Friedrich Lessing nagyapja és Gotthold Ephraim Lessing testvérek voltak. 

## Életpályája
Szülei építésznek szánták, de ő a festészethez érzett hajlamot. Berlinben Röselnél és Dählingnél tájképfestést tanult, azután Schadownak lett tanítványa. Düsseldorfban telepedett le, ahol a műterme csakhamar számos tanítványt egyesített. Történeti és tájképfestő volt s mind a két tekintetben korszakalkotó a német festészet történetében. Történeti képei vezették be a történeti-politikai elemet a német festészetbe.

## Művei
Első nagyobb műve, a Rőtszakállú Frigyes császár az ikoniumi csatában (1829) című képe után a Rabló és gyermeke, még a Búsuló királyi pár című képeivel eleget tett a düsseldorfi iskola érzelgős romantikájának és az egyház és állam küzdelmeit kezdte ábrázolni hosszú sorozatban, a legnagyobb komolysággal, becsületes realista törekvéssel, nagy sokszor félénk gonddal. Ezen képei: Huszita prédikáció (1834); Ezzelin a barátok előtt; Paschalis pápa elfogása V. Henrik császár által (1840); V. Henrik a Prüfening kolostor előtt (1844); Husz a konstanzi zsinaton (1842, Städel Museum, Frankfurt); Husz kivégeztetése (1851); A pápai bulla elégetése Wittenberg kapuja előtt (1853); Luther tételei; Luther és Eck vitatkozása. 
Mint tájfestő eleinte komor, melankolikus hangulathoz illő alakok által különösen kiemelt. Így például a Kolostor-udvar télen című képen a temetés fokozza a természet vigasztalan hangulatát. Megismerkedvén a rajnai vidékkel, a természet realisztikus ábrázolására törekszik, a romantikus motívumokat elhagyta. A természetnek most is nem a derűs, hanem komoly oldala foglalkoztatja: hegyszakadékok, erdők, vihar, felhők. Az alakokat többnyire a harmincéves háború korából vette. A legkitűnőbbek: Tájkép, tűzvész okozta romokkal (1835); Az ezeréves tölgyfa (1837); Tölgyfaerdő (1839); Esti táj a Mosel partján; Az égő kolostor; Landsknechtek védelmeznek egy magaslatot; Erdős hegyszakadék stb.

## Galéria

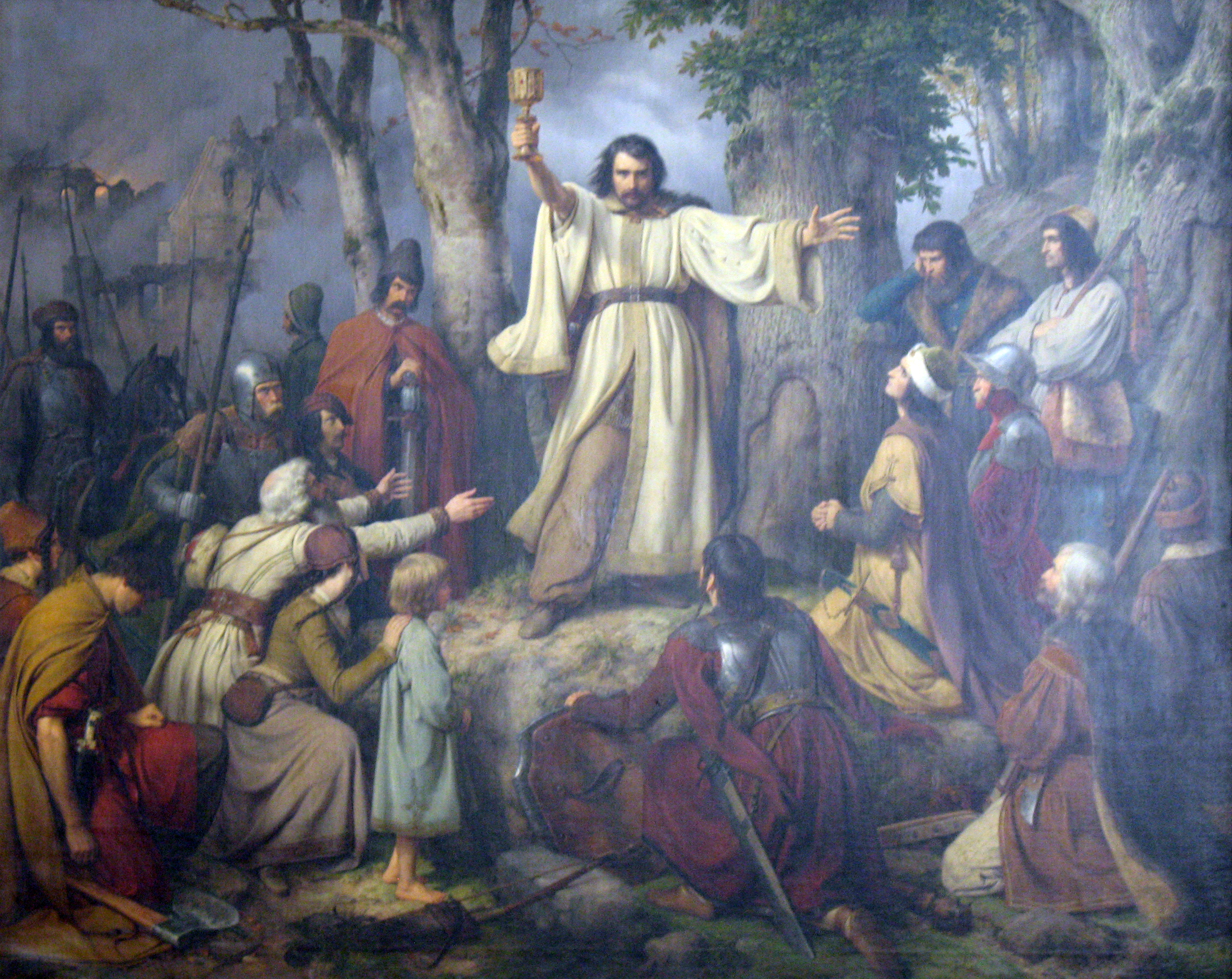
Huszita prédikáció (1836)
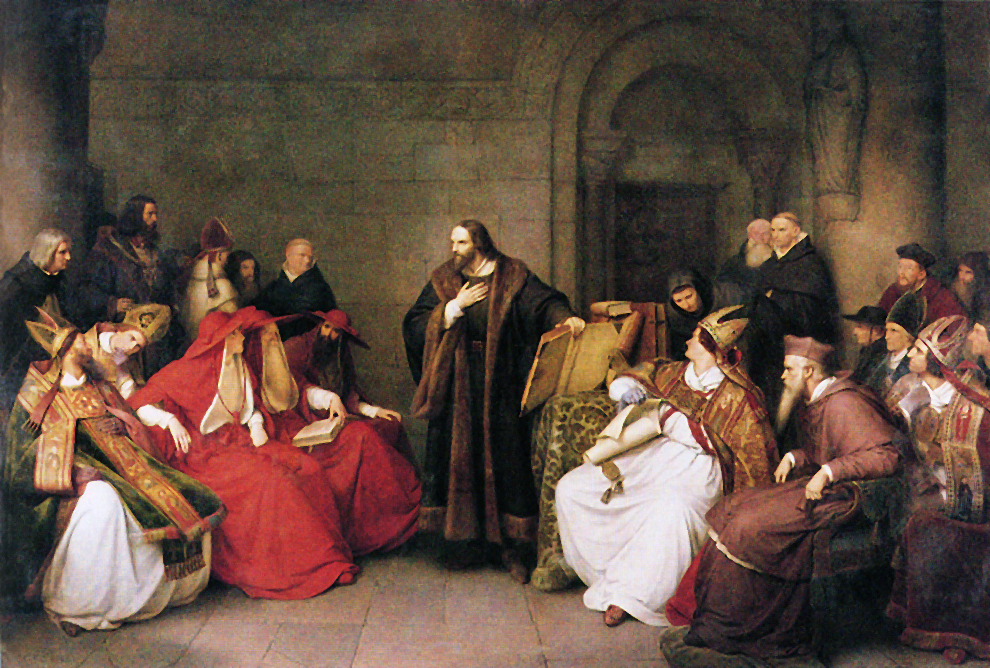
Husz János a konstanzi zsinaton (1842)